# Hrîhorivka, Kaniv
Hrîhorivka (în ucraineană Григорівка) este localitatea de reședință a comunei Hrîhorivka din raionul Kaniv, regiunea Cerkasî, Ucraina.

## Demografie
Componența lingvistică a localității Hrîhorivka
     Ucraineană (96,04%)
     Rusă (3,54%)
     Alte limbi (0,42%)
Conform recensământului din 2001, majoritatea populației localității Hrîhorivka era vorbitoare de ucraineană (96,04%), existând în minoritate și vorbitori de rusă (3,54%).